# 백업 사이트
백업 사이트(영어: backup site, work area recovery site)는 지진, 홍수, 테러리스트의 공격 과 같은 비상시를 위해 복제된 시스템의 예비 컴퓨터 등을 갖추어 놓은 곳을 말한다. 재해 복구 계획과 더 넓은 업무 연속성 계획(BCP)의 중요한 부분이다.

## 콜드 사이트
'콜드 사이트'(cold site)는 백업 사이트 가운데 가장 값이 저렴한 사이트를 가리킨다. 원래 위치로부터 데이터와 정보의 백업된 복사본을 보유하지도 않으며 이에 대한 하드웨어가 구축되어 있지도 않다.

## 핫 사이트
'핫 사이트'(hot site)는 원래 위치의 복사본으로, 완전한 컴퓨터 시스템뿐 아니라 사용자 데이터의 대부분의 백업본을 갖추고 있다.

## 웜 사이트
'웜 사이트'(warm site)는 쿨 사이트와 핫 사이트의 절충 사이트이다. 이 사이트들에는 하드웨어가 있고 연결이 이미 확립되어 있지만 원래의 생산 사이트나 핫 사이트보다도 규모가 작은 편이다. 웜 사이트는 직접 백업본을 갖출 수 있으나 완전하지 못할 수도 있다.

## 같이 보기
- 백업

## 참고 문헌
- Records Management Services (2004, July 15). Vital Records: How Do You Protect And Store Vital Records? Retrieved from the UW Records Management Web site: https://web.archive.org/web/20120113035510/http://f2.washington.edu/fm/recmgt/managing/vitalrecords/store
- Haag, Cummings, McCubbrey, Pinsonneult, and Donovan. (2004). Information Management Systems, For The Information Age. McGraw-Hill Ryerson.